# الحذاة (مسورة)

تعديل مصدري - تعديل

الحذاة هي إحدى قرى عزلة دماج بمديرية مسورة التابعة لمحافظة البيضاء، بلغ تعداد سكانها 64 نسمة حسب تعداد اليمن لعام 2004.